# Christoph Jank
Christoph Jank (* 14. Oktober 1973 in Zwettl) ist ein österreichischer Fußballspieler. Er ist der ältere Bruder von Alexander Jank, der ebenfalls Fußballprofi ist.

## Karriere
Bevor er seine professionelle Laufbahn startete, begann Christoph Jank seine Karriere beim Wiener Amateurverein SV Kagran. Über die Vienna, ASKÖ Klingenbach und SK Vorwärts Steyr kam der gelernte Verteidiger 1999 schließlich zu SV Austria Salzburg. In der Saison 1999/2000 erreichte er mit Austria Salzburg das Cupendspiel, das jedoch gegen den Grazer AK nach einem 2:2-Remis nach Verlängerung im Elfmeterschießen knapp mit 3:4 verloren ging.
Nach der Übernahme von Austria Salzburg durch Red Bull im Juni 2005 liebäugelte Jank mit einem Vereinswechsel und hatte auch Angebote aus der zweiten deutschen Bundesliga und aus der ersten griechischen Liga. Nachdem sich Trainer Kurt Jara jedoch klar für den Verbleib des mannschaftsdienlichen Verteidigers ausgesprochen hatte, verlängerte Jank seinen Vertrag in Salzburg um ein weiteres Jahr bis 2006.
Ab der Saison 2006/07 spielte der 34-jährige Innenverteidiger bei der SV Ried.
Im Sommer 2008 wechselte er in die Ostliga zum Absteiger aus der Ersten Liga SC-ESV Parndorf 1919.
Im September 2015 unterschrieb Christoph Jank einen Vertrag als sportlicher Leiter des Regionalligisten Wiener Sportklub. Nach der Trennung von Andreas Reisinger übernahm Jank im Juni 2016 auch das Traineramt beim Sportklub.

## Erfolge
- 2 × Österreichischer Cupfinalist: 1997 (Vienna), 2000 (SV Austria Salzburg)
- 2 × österreichischer Vizemeister: 2006 (Red Bull Salzburg), 2007 (SV Ried)